# Peter B. Kyne
Peter Bernhard Kyne (12 de outubro de 1880 – 25 de novembro de 1957) foi um romancista norte-americano que publicou entre 1904 e 1940. Nasceu e morreu em São Francisco, Califórnia. Muitas de suas obras foram adaptadas para roteiros de cinema a partir da era do cinema mudo, particularmente seu primeiro romance, The Three Godfathers, publicado em 1913, que provou ser um enorme sucesso. Mais de 100 filmes foram adaptados de suas obras entre 1914 e 1952, muitos dos primeiros sem consentimento ou compensação. Kyne criou o personagem Cappy Ricks em uma série de romances.

## Primeiros anos
Kyne nasceu em 12 de outubro de 1880, filho do fazendeiro de gado John Kyne e Mary Cresham. Cresham era de Headford, Condado de Galway na Irlanda. O jovem Kyne trabalhou no rancho de seu pai em São Francisco, depois frequentou uma faculdade de negócios onde decidiu se tornar escritor.
Ele era tio do veterano da Segunda Guerra Mundial Joseph R. Kyne, tio-avô de Dennis Joseph Kyne e do último Kyne vivo, o veterano condecorado da Guerra do Golfo, autor premiado e músico, Dennis Joseph Kyne, Jr. Sua prima, Kathleen Curran, foi creditada como a primeira mestra de porto feminina da Irlanda.

## Serviço militar
Quando ainda tinha menos de 18 anos, Kyne mentiu sobre sua idade e se alistou na Companhia L, 14º Regimento de Infantaria dos EUA, apelidado de "os Dragões Dourados", que serviu nas Filipinas de 1898 a 1899. A Guerra Hispano-Americana e a luta pela independência filipina liderada pelo General Emilio Aguinaldo forneceram pano de fundo para muitas das histórias posteriores de Kyne. Durante a Primeira Guerra Mundial, ele serviu como capitão da Bateria A do 144º Regimento de Artilharia de Campo da Guarda Nacional da Califórnia, conhecido como "California Grizzlies".

## Tentativa de suicídio
Kyne descreveu como tentou cometer suicídio aos 27 anos. Isso aconteceu quando ele acumulou dívidas pesadas administrando um negócio de fornecimento de mercadorias no varejo. Ele descreveu como pegou um revólver calibre .32 e "senti a quinta costela... engatilhei a pistola, coloquei o cano no local... e puxei o gatilho. Clique! Um cartucho defeituoso." Ele então chegou a um acordo com seus credores e seu primeiro livro foi publicado seis anos depois.

## Obras escritas

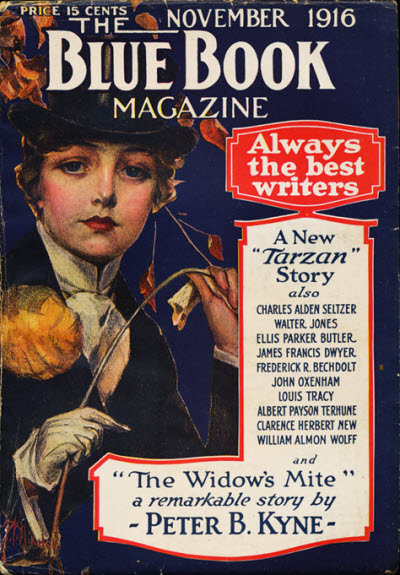
"The Widow's Mite" de Kyne, a primeira história de sua série "Tib Tinker", foi destaque na capa da edição de novembro de 1916 da revista Blue Book.

| Título                                   | Ano  |
| ---------------------------------------- | ---- |
| The Three Godfathers                     | 1913 |
| The Long Chance                          | 1914 |
| Cappy Ricks                              | 1916 |
| Webster—Man's Man                        | 1917 |
| The Valley of the Giants                 | 1918 |
| Kindred of the Dust                      | 1920 |
| The Pride of Palomar                     | 1921 |
| The Go Getter                            | 1922 |
| Cappy Ricks Retires                      | 1922 |
| Never the Twain Shall Meet               | 1923 |
| Outlaws of Eden                          | 1929 |
| Golden Dawn                              | 1930 |
| Cappy Ricks Comes Back                   | 1934 |
| Cappy Ricks Special                      | 1935 |
| Soldiers, Sailors and Dogs               | 1936 |
| The Parson of Panamint and Other Stories | 1936 |

## Filmografia parcial
- The Parson of Panamint (1916)
- The Light in Darkness (1917)
- One Touch of Nature (1917)
- The Valley of the Giants (1919)
- Red Courage (1921)
- The Ten Dollar Raise (1921)
- A Motion to Adjourn (1921)
- The Innocent Cheat (1921)
- Brothers Under the Skin (1922)
- Kindred of the Dust (1922)
- The Pride of Palomar (1922)
- Back to Yellow Jacket (1922)
- Making a Man (1922)
- One Eighth Apache (1922)
- Loving Lies (1924)
- Never the Twain Shall Meet (1925)
- The Enchanted Hill (1926)
- The Shamrock Handicap (1926)
- Breed of the Sea (1926)
- Pals in Paradise (1926)
- The Understanding Heart (1927)
- The Man in Hobbles (1928)
- Freedom of the Press (1928)
- The Pride of the Legion (1932)
- Heroes of the West (1932 seriado)
- Gordon of Ghost City (1933)
- Hot Off the Press (1935)
- Bars of Hate (1935)
- The Fighting Coward (1935)
- Headline Crasher (1936)
- A Face in the Fog (1936)
- Code of the Range (1936)
- Taming the Wild (1936)
- Born to Fight (1936)
- The Go Getter (1937)
- Flaming Frontiers (1938 seriado)

### Adaptações deThe Three Godfathers
- The Three Godfathers (Edward LeSaint, 1916)
- Marked Men (John Ford, 1919) considerado um filme perdido
- Hell's Heroes (William Wyler, 1929)
- Three Godfathers (Richard Boleslawski, 1936)
- 3 Godfathers (John Ford, 1948)
- The Godchild (filme para TV, 1974)
- Walker, Texas Ranger episódio "A Ranger Christmas" 21/12/96, adaptação livre, sem créditos
- Tokyo Godfathers (2003), adaptação livre, sem créditos

## Cultura popular
- O campo de futebol e troféu MVP da Tracy High School recebem o nome de Kyne, cujos amigos do Bohemian Club orquestraram a nomeação em 1927. Kyne e seus amigos do Bohemian Club financiaram os primeiros programas atléticos da Tracy High School e compraram o terreno para o campo que leva seu nome, Peter B. Kyne Field.
- Uma placa de madeira no Sequoia Park, em Eureka, Califórnia, traz uma citação de The Valley of the Giants de Kyne: "Não vou cortar a madeira neste vale. Não tenho coragem de destruir a obra mais maravilhosa de Deus. 'Estava em sua mente dar seu Vale dos Gigantes para Sequoia (Eureka) como um parque da cidade." No livro de Kyne inspirado em Humboldt, The Valley of the Giants, o desejo da esposa de um barão da madeira de salvar um grupo favorito de sequoias e criar um parque no meio de uma cidade é realizado por seu marido após sua morte.[7][8]